# Щербакова, Анна Иосифовна
А́нна Ио́сифовна Щербако́ва (род. 17 сентября 1968, Москва) — российский учёный, педагог, доктор педагогических наук (2004), доктор культурологии (2012), ректор Московского государственного института музыки имени А. Г. Шнитке, создатель научного направления «философия музыки и музыкального образования», профессор, пианист.

## Биография
Анна Щербакова родилась в 1968 году в Москве в семье инженера-теплотехника Гипшмана Иосифа Михайловича, и пианиста, музыкального педагога Белецкой Жозефины Моисеевны. С детства занималась фортепиано, в юношестве ведёт концертную деятельность, в том числе в составе ансамбля старинной музыки «Ренессанс». Поступает в Московский педагогический государственный университет, обучается по специальности «Музыкальное образование», заканчивает университет с отличием в 1997 году.
Начинает научную карьеру в Московском педагогическом государственном университете, с 1997 по 2008 год занимает должность ассистента, доцента, профессора кафедры методологии и методики преподавания музыки МПГУ, являлась заместителем декана по учебной и научной работе музыкального факультета.
В 1999 получила степень кандидата педагогических наук, защитив диссертацию по теме «Формирование системы ценностных ориентаций у студентов педагогических вузов в процессе освоения фортепианной музыки XX века» (специальность 13.00.02 — Теория и методика обучения и воспитания (музыка)).
В 2004 получила степень доктора педагогических наук, защитив диссертацию по теме «Аксиологическая подготовка учителя музыки на современном этапе» (специальность 13.00.08 — Теория и методика профессионального образования).
В 2008 году переходит в Российский государственный социальный университет, получает звание профессора, должность заведующего кафедрой социологии и философии культуры и должность заместителя декана по научной работе факультета искусств и социокультурной деятельности, последняя в 2013 году сменяется на должность декана.
В 2012 получила степень доктора культурологии, защитив диссертацию по теме «Феномен музыкального искусства в становлении и развитии культуры» (специальность 24.00.01 — Теория и история культуры).
С 30 декабря 2015 года по настоящее время исполняет обязанности ректора Московского государственного института музыки имени А. Г. Шнитке. Публикуется и ведёт лекции на русском языке, некоторые из работ переведены на английский и украинский языки.

### Семья
Муж — Щербаков Василий Фёдорович (пианист, педагог, композитор, кандидат педагогических наук, племянник композитора Дмитрия Кабалевского). Анна Щербакова периодически участвует в ведении концертов мужа и является совместно с Василием Щербаковым соучередителем Фонда Кабалевского.
Имеет троих детей.

## Основные работы
- Философия музыкального искусства и образования в подготовке современного педагога-музыканта. — М.: ГРАФ-ПРЕСС, МПГУ, 2007. — С. 320.
- Музыка. Человек. Культура : опыт социально-философского анализа. — М.: Федеральное агентство по образованию, РГСУ, 2009. — С. 306. — ISBN 978-5-88422-381-3.
- Художественное пространство культуры: музыка и музыкальное образование : учебное пособие. — М.: Федеральное агентство по образованию, РГСУ, 2010. — С. 284. — ISBN 978-5-88422-395-6.
- Музыка и Человек в созидании пространства культуры : культурологическое исследование. — М.: Федеральное агентство по образованию, РГСУ, 2011. — С. 318. — ISBN 978-5-7139-0865-2.
- Философия музыкального искусства : учебное пособие. — М. — Тула: Тульский полиграфист, РГСУ, 2012. — С. 558. — ISBN 978-5-88422-497-1.